# Джонсон (округ, Джорджия)
Джо́нсон (англ. Johnson County) — округ штата Джорджия, США. Население округа на 2000 год составляло 8560 человек. Административный центр округа — город Райтсвилл.

## История
Округ Джонсон основан в 1858 году.

## География
Округ занимает площадь 787.4 км2.

## Демография
Согласно Бюро переписи населения США, в округе Джонсон в 2000 году проживало 8560 человек. Плотность населения составляла 10.9 человек на квадратный километр.